# 盘锦北站
盤錦北站是位于中华人民共和国辽宁省盤錦市盘山县甜水镇孙家村的铁路车站，是京哈铁路（秦沈客运专线）、盘营客运专线上的一座车站，建于2003年，由沈阳局集团锦州车务段管辖。该站距离盘锦市区约30km，距离盘锦市政府所在的辽东湾新区更高达75km，被火车迷称为中国“四大名北”火车站之一，又因为距离锦州市的沟帮子较近而被戏称为“沟帮子南站”。

## 歷史
- 建于2003年，2004年4月18日投入使用。
- 车站于2008年6月开始改造扩建，2008年12月23日新站房启用。

## 車站周邊
- 中国石油辽河技师学院
- 甜水镇人民政府
- 中国移动甜水镇营业厅